# Combloux
Combloux település Franciaországban, Haute-Savoie megyében. Lakosainak száma 2094 fő (2022. január 1.). Combloux Demi-Quartier, Domancy, Megève, Saint-Gervais-les-Bains és Sallanches községekkel határos.

## Népesség
A település népességének változása:
| Lakosok száma | 2070 | 2079 | 2210 | 2106 | 2105 | 2104 | 2109 | 2095 | 2094 |
|               | 2013 | 2015 | 2016 | 2017 | 2018 | 2019 | 2020 | 2021 | 2022 |